# Isochore Zustandsänderung

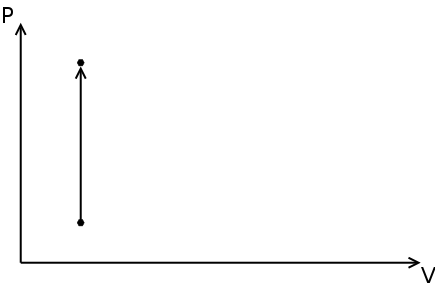
Isochore Zustandsänderung im p-V-Diagramm

Isochor ist ein Begriff der Thermodynamik. Er beschreibt eine Zustandsänderung eines Stoffs, bei der dessen Volumen konstant bleibt.
Nach dem Gesetz von Amontons (auch 2. Gesetz von Gay-Lussac) oder der Zustandsgleichung eines idealen Gases gilt dann bei ebenfalls konstanter Teilchenzahl für ein ideales Gas:
{\displaystyle {\frac {p}{T}}={\text{const.}}}

Temperatur und Druck im p-V-Diagramm; beachte die Isothermen haben gleiche Schrittweite bei konstantem Volumen

Daraus folgt auch, dass die relative Änderung des Drucks der relativen Änderung der Temperatur entspricht:
{\displaystyle {\frac {p_{2}}{p_{1}}}={\frac {T_{2}}{T_{1}}}}
mit
{\displaystyle p_{1}}: Absoluter Druck vor der Wärmezufuhr
{\displaystyle p_{2}}: Absoluter Druck nach der Wärmezufuhr
{\displaystyle T_{1}}: Temperatur vor der Wärmezufuhr
{\displaystyle T_{2}}: Temperatur nach der Wärmezufuhr
Es wird keine Arbeit verrichtet, da keine Volumenänderung auftritt.
Nach dem ersten Hauptsatz der Thermodynamik {\displaystyle \Delta U=\Delta Q+\Delta W} geht mit {\displaystyle \Delta W=0} eine zugeführte Energie direkt in die innere Energie {\displaystyle U} über:
{\displaystyle \Delta Q=\Delta U}.
Im p-V-Diagramm weist eine isochore Zustandsänderung eine vertikale Linie auf, da sich nur der Druck aber nicht das Volumen ändert.